# Верх-Ерба
Верх-Е́рба (хак. Хуру́г-Че́рба)  — село в Боградском районе Республики Хакасии России.

## География
Находится в 30 км на северо-восток от райцентра — с. Боград. Расположено на р. Верх-Ерба (Большая Ерба). 
Расстояние до ближайшей железнодорожной станции — 50 км, до города Абакан — 131 км.

## История
Основано в 1806.

## Население
| 2002 | 2010 |
| ---- | ---- |
| 240  | ↘208 |

Число хозяйств — 86, население — 235 чел. (01.01.2004), в том числе русские, немцы, хакасы и др. 